# Хистеросалпингоконтрастсонографија
Хистеросалпингоконтрастсонографија (ХСЦС) је минимално инвазивна, и јадан од четири гинеколошке методе испитивања пролазности туба унутрашњих гениталних органа жене, под контролом ултразвука. Процедура је уведен у гинеколошку дијагностику као једна од процедура скрининга за утврђивање узрока неплодности и све је популарнији међу практичарима због одсуство споредних ефеката.
У поређењу са хистеросалпингографијом, хистеросалпингоконтрастсонографија омогућава гинекологу да обраду неплодних пацијентица обави непосредно у ординацији на једноставан и минимално инвазиван начин, јер преглед не захтева рендгенско зрачење, и добро се подноси. Зато се све више у литератури предлаже ХСЦС као замена за хистерослпингографију јајовода код жена из субфертилне популације.
У односу на хистеросалпингографију ова метода није алтернативна, већ је са њом комплементарна, јер се техинком хистеросалпингоконтрастсонографије не могу визуелизовати анатомске варијације и патолошке промене у цервикалном каналу и материчној шупљини.
ХСЦС се изводи у амбулантним условима, најбоље у првој фази менструалног циклуса (10-12 дана од почетка менструалног крварења). Процедура је потпуно безболна, изводи се без анестезије и рендген зрачења, а пацијенткиња се може врати редовним дневним активностима, одмах након завршеног прегледа.

## Индикације
Главне индикације за примену су:
- Утврђивање стања пролазности јајовод
- Откривање субмукозних фиброиднихполип
- Откривање неких унутарматеричних лезија
- Саставни део утврђивања узрока неплодности
- Испитивање аменореје, нарочито у Асермановом синдром
- Утврђивање разлога поновљених губитке трудноће и анмалија материце

## Контраиндикације
- Трудноћа или сумња на трудноћу
- Након инфекције или враћења инфекције на репродуктивне органе
- Алергија на контрастно средство
- Крварења из материце

## Начин извођења
После апликовање балон-катетера у материчну дупљу, у вагину се уводи ултразвучна сонда, а затим кроз катетер убризгава контрастно средство. Потом се пролазак контраста кроз јајоводе и његов излазак кроз абдоминалне остијуме туба може врло једноставно и поуздано пратити на монитору ултразвучног апарата.

## Сензитивност и специфичност теста
Сензитивност хистеросалпингографије различита је код разних типова пролазности туба и креће се од 65% до 96%.
Специфичниност хистеросалпингографије према бројним студијама креће се од 61% до 83%, што по мишљењу аутора ових студија чини хистеросалпингографију корисним тестом за откривање опструкције туба.
Међутим уочен је прилично висок проценат лажно позитивних резултата. Као могући и разлози наводе се; спазам туба и полипи ендометријума у пределу отвора туба материце.